# Östliche Malse
Die Östliche Malse ist ein Naturschutzgebiet in der niedersächsischen Gemeinde Beverstedt im Landkreis Cuxhaven.

## Allgemeines
Das Naturschutzgebiet mit dem Kennzeichen NSG LÜ 137 ist rund 78 Hektar groß. Es ist praktisch deckungsgleich mit dem FFH-Gebiet „Malse“. Das Gebiet steht seit dem 31. Dezember 2010 unter Naturschutz. In dem Naturschutzgebiet ist das 1985 ausgewiesene, 51 Hektar große ehemalige Naturschutzgebiet gleichen Namens aufgegangen. Zuständige untere Naturschutzbehörde ist der Landkreis Cuxhaven, der das Naturschutzgebiet unter dem Kennzeichen NSG CUX-008 führt.

## Beschreibung
Das Naturschutzgebiet stellt den östlichen Teil des südwestlich von Hipstedt liegenden Waldgebietes „Malse“ unter Schutz. Im Naturschutzgebiet herrschen naturnahe Waldbestände vor. Zu finden sind Eichen-Hainbuchenwald, Winkelseggen- und Milzkraut-Erlen-Eschenwald und Erlenbruchwald. Im Naturschutzgebiet entspringen Quellbäche der Lune.
Die Trasse der geplanten Küstenautobahn A 20 zwischen Westerstede und Drochtersen verläuft nur wenige hundert Meter nördlich des Naturschutzgebietes.